# Сопочное (озеро, Сахалинская область)
Сопочное (устар. Торо; яп. トウロ沼) — проточное озеро на полуострове Медвежий северо-восточной оконечности острова Итуруп в Сахалинской области России. Относится к бассейну залива Простор на юге Охотского моря. Располагается на территории Курильского городского округа.
Находится примерно в ста метрах южнее берега бухты Торная, на высоте 3 м над уровнем моря. Имеет подковообразную форму, ориентированную в субмеридиональном направлении; c востока в среднюю часть акватории вдаётся гора высотой 114,6 м. Предполагается вулканическое либо лагунное происхождение озера. Длина — 2,5 км, ширина — 0,8 км. Площадь озера составляет 1,33 км², по другим данным, 1,38 км² или 1,3 км². Максимальная глубина — 21,5 м. Впадает несколько водотоков, в том числе река Порожистая на востоке и ручей Глубокий на юге. Площадь водосборного бассейна озера — 35 км². Сток идёт на север по протоке в бухту Торная восточной части залива Простор.